# Scusi, lei è favorevole o contrario?
Pour plus de détails, voir Fiche technique et Distribution.
Scusi, lei è favorevole o contrario? (littéralement Excusez-moi, vous êtes pour ou contre ?), est un film italien réalisé en 1966 par Alberto Sordi. 
Le titre fait allusion au débat sur le divorce, d’actualité au moment de la sortie du film.

## Synopsis
Tullio Conforti, un homme d'affaires de cinquante ans, est contre le divorce pour des raisons religieuses, mais il est en réalité séparé de sa femme et mène une vie trépidante, partagé entre plusieurs maîtresses.

## Fiche technique
- Titre original italien : Scusi, lei è favorevole o contrario?
- Réalisation : Alberto Sordi
- Scénario : Sergio Amidei, Dario Argento,  Alberto Sordi
- Production : Fono Roma
- Montage : Antonietta Zita
- Photographie : Stelvio Massi
- Musique : Piero Piccioni
- Pays de production :  Italie
- Langue originale : italien
- Genre : Comédie
- Durée : 129 minutes
- Date de sortie : 
  - Italie : 23 décembre 1966

## Distribution
- Alberto Sordi : Tullio Conforti
- Silvana Mangano : Emanuela
- Giulietta Masina : Anna
- Anita Ekberg : Olga, la baronne
- Paola Pitagora : Valeria Conforti
- Laura Antonelli : Piera
- Bibi Andersson : Ingrid
- Franca Marzi : Camilla
- Lina Alberti : Celeste
- Tina Aumont : Romina
- Mario Pisu : Baron Renato Santambrogio
- Eugene Walter : Igor
- Mirella Pamphili : Fiorella Conforti
- Maria Cumani Quasimodo : Baronne Cornianu
- Caterina Boratto : Agnès Frustalupi
- Enza Sampò : L’intervieweuse
- Dario Argento : Le prêtre
- Ennio Balbo
- Alessandro Quasimodo : lui-même
- Wendy D'Olive : call-girl française